# 2008 en sport automobile
Chronologie du Sport automobile
2007 en sport automobile - 2008 en sport automobile - 2009 en sport automobile

## Par mois

### Janvier
- 4 janvier, Rally Dakar : pour des raisons de sécurité, l'édition 2008 est annulée à la veille du départ de Lisbonne, Portugal où plus de 2 500 participants, accompagnateurs et organisateurs s'apprêtaient à s'élancer. Le 24 décembre 2007, quatre Français avait été assassinés par la branche d’Al-Qaïda au Maghreb islamique. Laurent Wauquiez, porte parole du gouvernement français, avait fortement déconseillé à ses ressortissants de se rendre dans ce pays.
- 20 janvier, A1 Grand Prix : les deux manches du cinquième meeting de l'A1 Grand Prix 2007-2008 disputé à Taupo en Nouvelle-Zélande son remportées par le Néo-Zélandais Jonny Reid (course sprint) et l'Allemand Christian Vietoris (course longue). Grâce à ce troisième succès de la saison, l'équipe de Nouvelle-Zélande prend la tête du championnat à l'équipe suisse.
- 25 - 26 janvier :
  - GP2 Asia Series : le Français Romain Grosjean (ART Grand Prix) remporte sur le circuit de Dubaï les deux manches inaugurales du nouveau championnat de GP2 Asia Series, déclinaison hivernale du GP2 Series.
  - Speedcar Series: l'ancien pilote de Formule 1 italien Gianni Morbidelli s'imposent dans les deux premières manches du nouveau championnat Speedcar Series sur le tracé de Dubaï.
- 27 janvier :
  - Rallye : Sébastien Loeb et Daniel Elena remportent le rallye automobile Monte-Carlo, première épreuve du Championnat du monde des rallyes 2008, au volant de leur Citroën C4 WRC. C'est la cinquième victoire (un record) de l'équipage franco-monégasque dans cette épreuve.
  - Endurance : victoire lors des 24 Heures de Daytona de la Riley-Lexus du Chip Ganassi Racing, pilotée par l'équipage composé de Dario Franchitti, Juan Pablo Montoya, Scott Pruett et Memo Rojas. Il s'agit de la troisième victoire consécutive dans cette épreuve pour le Chip Ganassi Racing, et du deuxième succès d'affilée pour Juan Pablo Montoya et Scott Pruett.

### Février
- 2 février, Trophée Andros : Alain Prost sur Toyota Auris remporte le championnat 2008 lors de l'avant dernière course à Super Besse. Jean-Philippe Dayraut et Franck Lagorce complètent le podium, Olivier Panis est 4e.
- 3 février, A1 Grand Prix : les deux manches du sixième meeting de l'A1 Grand Prix 2007-2008, disputées au Sydney Motorsport Park d'Eastern Creek en Australie, son remportées par le Français Loïc Duval (course sprint) et le Sud-Africain Adrian Zaugg (course longue). Au championnat, la France et la Nouvelle-Zélande sont désormais en tête à égalité de points.
- 4 février, Dakar Series : Amaury Sport Organisation, organisateur du Rally Dakar annonce la création d'une nouvelle série de Rallye-raid, les Dakar Series. Une première épreuve est créée, il s'agit du Rallye d'Europe Centrale qui se déroulera du 20 au 26 avril 2008 en Hongrie et en Roumanie.
- 7 février, Rallye : Jean-Marie Cuoq et son copilote David Marty sur Peugeot 307 WRC ont été déchus du titre de champion de France des Rallyes par la FFSA pour avoir triché en reconnaissant le rallye du Var avant l'épreuve. Ils ont été suspendus pour 24 mois. Patrick Henry et sa copilote Magali Lombard (Peugeot 307 WRC) sont donc déclarés Champion de France sur tapis vert. Les équipages David Salon/Céline Combronde et Patrick Rouillard/Guilhem Zazurca ont également été déclassés.
- 10 février, Rallye : Le Finlandais Jari-Matti Latvala remporte l'édition 2008 du Rallye de Suède au volant de sa Ford Focus WRC. À seulement 22 ans, il devient le plus jeune vainqueur d'une manche du championnat du monde des rallyes, battant le record établi par Henri Toivonen au RAC Rallye 1980.
- 11 février, Rallye Dakar : Amaury Sport Organisation, organisateur du Rallye Dakar, annonce que l'édition 2009 se déroulera en Amérique latine entre l'Argentine et le Chili avec un départ et arrivé à Buenos Aires. Le parcours de 9000 km est présenté le lendemain 12 février 2008.
- 17 février, NASCAR : Au volant de sa Dodge Charger du Penske Racing, Ryan Newman remporte la 50e édition du Daytona 500, première manche du championnat 2008 de NASCAR Sprint Cup Series.
- 22 février, Champ Car/Indy Racing League : les dirigeants des championnats Champ Car et IRL IndyCar Series annoncent être parvenus à un accord de principe quant à la fusion de leurs deux championnats. Les modalités précises de cette fusion (qui dans les faits, devrait consister en une absorption du Champ Car par l'IRL dès la saison 2008) restent néanmoins à préciser. Cet accord marque la fin d'un schisme de 12 années au sein des courses de monoplaces américaines.
- 24 février, A1 Grand Prix : le Canadien Robert Wickens remporte la course Sprint après s'être élancé de la pole position lors de la manche sud-africaine disputée sur le Circuit urbain de Durban (Durban). La course principale est remportée par Neel Jani pour l'A1 Team Suisse qui reprend la tête du championnat d'A1 Grand Prix 2007-2008 après 7 manches courues sur 10.

### Mars
- 2 mars :
  - WRC : Sébastien Loeb, Citroën C4 WRC, remporte pour la troisième année consécutive le Rallye du Mexique en s'imposant devant l'Australien Chris Atkinson et le Finlandais Jari-Matti Latvala. Au classement du championnat du monde, le pilote français revient à seulement une longueur de Mikko Hirvonen.
  - WTCC : le Français Yvan Muller et l'Italien Gabriele Tarquini, tous deux sur Seat León, remportent à Curitiba au Brésil les deux premières manches du championnat du monde 2008 des voitures de tourisme.

- 9 mars, NASCAR : au volant de sa Toyota Camry du Joe Gibbs Racing, Kyle Busch remporte sur l'Atlanta Motor Speedway la quatrième manche du championnat 2008 de Sprint Cup Series. C'est la première fois depuis la victoire d'Al Keller en 1954 sur une Jaguar qu'un constructeur étranger s'impose dans la première division de la NASCAR.

- 15 mars, ALMS : au volant de leur Porsche RS Spyder (LMP2) du Penske Racing, les Français Romain Dumas et Emmanuel Collard ainsi que l'Allemand Timo Bernhard remportent les 12 Heures de Sebring, première manche de l'American Le Mans Series 2008.

- 16 mars : 
  - Formule 1 : Lewis Hamilton (McLaren-Mercedes) remporte le Grand Prix d'Australie. Il devance à l'arrivée les Allemands Nick Heidfeld (BMW Sauber) et Nico Rosberg (Williams-Toyota).
  - A1 Grand Prix : Jonny Reid (Nouvelle-Zélande) et Adam Carroll (Irlande) remportent les deux manches du meeting d'A1GP disputées sur le circuit de Mexico. À quatre courses du terme du championnat, l'équipe de Suisse conserve la tête du classement général.

- 22-23 mars, GP2 Asia Series : les deux manches de la saison 2008 de GP2 Series, disputées sur le circuit de Sepang en Malaisie, sont respectivement remportées par le Russe Vitaly Petrov et le Japonais Kamui Kobayashi. Le Français Romain Grosjean conserve la tête du classement général.

- 23 mars, Formule 1 : Kimi Räikkönen remporte le Grand Prix de Malaisie. Au volant de sa Ferrari F2008, le champion du monde en titre s'impose devant le Polonais Robert Kubica (BMW Sauber) et le Finlandais Heikki Kovalainen (McLaren-Mercedes). Arrivé 5e, Lewis Hamilton conserve la tête du championnat du monde.
- 27 mars : décès de Jean-Marie Balestre, ancien journaliste puis président de la FIA, à l'âge de 86 ans.
- 29 mars, IndyCar Series : le Néo-Zélandais Scott Dixon (Chip Ganassi Racing) remporte sur l'ovale de Miami la manche d'ouverture du championnat d'IndyCar Series 2008. Il s'impose devant Marco Andretti (Andretti Green Racing) et son coéquipier Dan Wheldon.
- 30 mars, WRC : Sébastien Loeb remporte le Rallye d'Argentine pour la quatrième année consécutive. Sur sa Citroën C4 WRC, le Français devance la Subaru Impreza de l'Australien Chris Atkinson et l'autre Citroën officielle de l'Espagnol Daniel Sordo. Loeb reprend la tête du championnat du monde à Mikko Hirvonen, classé seulement cinquième de l'épreuve.

### Avril
- 5 avril, ALMS : l'Audi R10 de l'équipage Lucas Luhr-Marco Werner remporte la deuxième manche de l'American Le Mans Series 2008, disputée sur le tracé urbain de St. Petersburg en Floride. Le prototype allemand s'impose devant deux LMP2: la Porsche RS Spyder de Timo Bernhard-Romain Dumas et l'Acura de David Brabham-Scott Sharp.
- 5-6 avril, GP2 Asia Series : le Français Romain Grosjean (ART Grand Prix) et le Japonais Kamui Kobayashi (DAMS) s'imposent dans les deux courses du meeting de Sakhir au Bahreïn. À deux manches de la fin du championnat, Romain Grosjean est déjà mathématiquement assuré du titre de champion.
- 6 avril, 
  - IndyCar Series : pour sa toute première apparition dans la discipline, le pilote américain Graham Rahal (Newman/Haas/Lanigan Racing) remporte l'épreuve d'IndyCar Series disputée sur le tracé urbain de St. Petersburg en Floride. Le fils de Bobby Rahal devient le plus jeune vainqueur de l'histoire de championnat, battant de quelques semaines le record établi en 2006 par son compatriote Marco Andretti.
  - Le Mans Series : la Peugeot 908 de l'équipage Marc Gené-Nicolas Minassian remporte la première manche de la saison 2008 de Le Mans Series sur le circuit de Catalogne. Le prototype français s'impose devant l'Audi R10 d'Alexandre Prémat-Mike Rockenfeller et la Lola-Aston Martin de Stefan Mucke-Jan Charouz.
  - Formule 1 : pour la deuxième année consécutive, Felipe Massa sur Ferrari remporte le Grand Prix de Bahreïn, troisième manche du championnat du monde de Formule 1 2008. Il s'impose devant son coéquipier Kimi Räikkönen et la BMW Sauber de Robert Kubica. Au championnat du monde des pilotes, Kimi Räikkönen ravit le commandement à Lewis Hamilton (arrivé seulement 13e) tandis que chez les constructeurs, BMW Sauber pointe en tête pour la première fois de son histoire.
- 11-12 avril : 
  - GP2 Asia Series : le Français Romain Grosjean (ART Grand Prix) et l'Italien Marco Bonanomi (Minardi Piquet Sports) s'imposent dans les deux courses du meeting de Dubaï, dernière étape de la saison 2008 de GP2 Asia Series.
  - Speedcar Series : le Britannique Johnny Herbert s'impose dans les deux courses du meeting de Dubaï, dernière étape de la saison 2008 de Speedcar Series, et gagne le championnat 2008.
- 13 avril : 
  - DTM : au volant de son Audi, le pilote suédois Mattias Ekström, tenant du titre, remporte sur le tracé d'Hockenheim la première manche de la saison 2008. Il s'impose devant deux autres Audi, celles de Timo Scheider et de Tom Kristensen.
  - A1 Grand Prix : le Suisse Neel Jani, victorieux de la course sprint du meeting d'A1 Grand Prix disputé sur le tracé de Shanghai en Chine permet à l'équipe de Suisse de prendre le large au championnat. Quant à l'Américain Jonathan Summerton, arrivé premier dans la course principale, il offre à l'équipe des États-Unis sa première victoire dans la discipline.
- 20 avril : 
  - IndyCar Series : Danica Patrick remporte à Motegi au Japon la troisième manche du championnat IndyCar Series 2008. Elle rentre dans l'histoire du sport automobile en devenant la première femme à remporter une course d'un championnat majeur de monoplace. L'Australien Will Power remporte de son côté le Grand Prix de Long Beach, présenté comme la toute dernière épreuve du désormais défunt Champ Car, mais comptant également pour le championnat IndyCar Series.
  - DTM : victoire de Timo Scheider (Audi) dans le 2e manche du championnat 2008 à Oschersleben. Il s'impose devant Martin Tomczyk (Audi) et Bruno Spengler (Mercedes).
- 26-27 avril, GP2 Series : le Portugais Alvaro Parente et le Japonais Kamui Kobayashi remportent sur le circuit de Catalogne près de Barcelone les deux premières manches du championnat de GP2 Series 2008.
- 27 avril :
  - Formule 1 : Kimi Räikkönen (Ferrari) remporte le Grand Prix d'Espagne et conforte sa première place au classement du championnat du monde. Le Finlandais s'impose devant son coéquipier Felipe Massa et le Britannique Lewis Hamilton (McLaren-Mercedes). La course a été marquée par le violent accident de l'autre pilote McLaren, Heikki Kovalainen, évacué par hélicoptère mais qui ne souffre que de blessures légères.
  - WRC : le Finlandais Mikko Hirvonen remporte sur sa Ford Focus WRC la première édition du Rallye de Jordanie comptant pour le championnat du monde des rallyes. En s'imposant devant l'Espagnol Daniel Sordo (Citroën C4 WRC) et l'Australien Chris Atkinson (Subaru Impreza WRC), il reprend la tête du championnat au Français Sébastien Loeb, classé seulement 10e après s'être retiré de l'épreuve lors de la deuxième journée de course.
  - IndyCar Series : victoire du Britannique Dan Wheldon (Chip Ganassi Racing) sur l'ovale du Kansas. Il l'emporte devant Tony Kanaan, Scott Dixon et Hélio Castroneves, lequel conserve la tête du championnat.
  - Le Mans Series : succès de la Peugeot 908 de l'équipage Pedro Lamy-Stéphane Sarrazin lors des 1 000 kilomètres de Monza. La voiture française s'impose devant l'Audi R10 de Mike Rockenfeller et Alexandre Prémat. La course a été marquée par plusieurs accidents spectaculaires, notamment celui dont a été victime le Monégasque Stéphane Ortelli, parti dans une série de tonneaux avec sa Courage Oreca-Judd.

### Mai
- 4 mai :
  - A1 Grand Prix : à l'issue des deux dernières manches de la saison (gagnées par Robbie Kerr pour la Grande-Bretagne et Narain Karthikeyan pour l'Inde), l'équipe suisse, emmenée par Neel Jani, remporte la troisième édition du championnat.
  - DTM : le Britannique Jamie Green (Mercedes) remporte au Mugello la troisième manche de la saison 2008. Il s'impose devant son compatriote Paul di Resta (Mercedes) et l'Audi du Danois Tom Kristensen. Timo Scheider conserve la tête du championnat.
- 10 mai, IndyCar Series : le pilote néo-zélandais Scott Dixon, du Chip Ganassi Racing, signe la pole position de la 92e édition des 500 miles d'Indianapolis. Sur la première ligne de la grille de départ, il sera accompagné de son coéquipier britannique Dan Wheldon et de l'Australien Ryan Briscoe.
- 10-11 mai, GP2 Series : les deux manches du meeting d'Istanbul sont remportées par l'Italien Giorgio Pantano et le Français Romain Grosjean.
- 11 mai :
  - Formule 1 : Felipe Massa remporte le Grand Prix de Turquie pour la troisième année consécutive. Le Brésilien de la Scuderia Ferrari s'impose devant Lewis Hamilton (McLaren-Mercedes) et l'autre Ferrari de Kimi Räikkönen, qui conserve la tête du championnat du monde des pilotes.
  - Le Mans Series : troisième victoire en trois courses pour la Peugeot 908 à l'occasion des 1 000 kilomètres de Spa. La voiture française s'impose avec l'équipage composé de Marc Gené, Nicolas Minassian et Jacques Villeneuve.
- 18 mai :
  - WRC : à l'occasion du Rallye de Sardaigne, le Français Sébastien Loeb (Citroën C4 WRC) décroche le quarantième succès de sa carrière en championnat du monde des rallyes. Il s'impose devant les Ford Focus des Finlandais Mikko Hirvonen et Jari-Matti Latvala. Au classement du championnat du monde 2008, Hirvonen conserve 3 points d'avance sur Loeb.
  - DTM : l'Écossais Paul di Resta (Mercedes) décroche son premier succès en DTM lors de la manche du Lausitzring. Timo Scheider, arrivé 3e derrière Mattias Ekström, conserve la tête du championnat 2008.
- 23 mai, GP2 Series : 15 ans jour pour jour après la dernière des six victoires de son oncle Ayrton sur le circuit de Monaco, le Brésilien Bruno Senna remporte la première manche du meeting monégasque de GP2 Series 2008.
- 25 mai :
  - Formule 1 : Lewis Hamilton (McLaren-Mercedes) remporte le Grand Prix de Monaco devant Robert Kubica (BMW Sauber) et Felipe Massa (Ferrari). Grâce à ce succès, le pilote britannique reprend la tête du championnat du monde à Kimi Räikkönen, arrivé seulement 9e en Principauté.
  - IndyCar Series : au volant de sa Dallara-Honda du Chip Ganassi Racing, le pilote néo-zélandais Scott Dixon remporte la 92e édition des 500 miles d'Indianapolis.

### Juin
- 1er juin :
  - WRC : cinquième victoire de la saison pour Sébastien Loeb à l'issue du Rallye de l'Acropole. Sur sa Citroën C4, le Français s'impose devant le Norvégien Petter Solberg (Subaru Impreza) et reprend la tête du championnat au Finlandais Mikko Hirvonen (Ford Focus), arrivé troisième.
  - IndyCar Series : l'Australien Ryan Briscoe du Team Penske remporte sur le Milwaukee Mile le premier succès de sa carrière en IndyCar. L'ancien pilote essayeur du Toyota F1 Team s'impose devant le Néo-Zélandais Scott Dixon qui consolide son avance au championnat.
  - F3 Euro Series : vainqueur de la seconde manche du meeting de Pau après avoir terminé la veille en deuxième position de la première manche, l'Italien Edoardo Mortara prend le large au classement du championnat. Par ailleurs, il offre au moteur Volkswagen son premier succès depuis le retour du constructeur allemand dans la discipline.
- 7 juin, IndyCar Series : sur le Texas Motor Speedway de Fort Worth, le Néo-Zélandais Scott Dixon (Chip Ganassi Racing) remporte son troisième succès de la saison et conforte sa première place au championnat.
- 8 juin, Formule 1 : Robert Kubica remporte le Grand Prix du Canada. Il devient le premier pilote polonais de l'histoire à s'imposer en Formule 1, et offre également à son écurie BMW Sauber son premier succès en Grand Prix. Kubica, qui est accompagné sur le podium de son coéquipier allemand Nick Heidfeld et du Britannique David Coulthard (Red Bull-Renault) en profite pour ravir la tête du championnat du monde à Lewis Hamilton, contraint à l'abandon après un accrochage avec Kimi Räikkönen à la sortie des stands.
- 14 juin : départ de la soixante-seizième édition des 24 Heures du Mans.
- 15 juin :
  - 24 Heures du Mans : l'Audi R10 pilotée par l'Italien Rinaldo Capello, le Britannique Allan McNish et le Danois Tom Kristensen remporte la 76e édition des 24 Heures du Mans. Il s'agit de la huitième victoire au Mans de la marque aux anneaux, la troisième consécutive avec la R10 à moteur TDI. Il s'agit également du huitième succès dans l'épreuve (nouveau record) pour Tom Kristensen.
  - WRC : Mikko Hirvonen (Ford Focus WRC) remporte le Rallye de Turquie. Grâce à ce succès, son deuxième de la saison, le pilote finlandais reprend la tête du championnat du monde au Français Sébastien Loeb, arrivé troisième de l'épreuve.
- 22 juin :
  - Formule 1 : doublé de la Scuderia Ferrari à l'occasion du Grand Prix de France 2008, le Brésilien Felipe Massa s'imposant devant son coéquipier finlandais Kimi Räikkönen tandis que l'Italien Jarno Trulli sur Toyota grimpe sur la troisième marche du podium. Au championnat du monde, Massa prend la tête du classement général au Polonais Robert Kubica, cinquième dans la Nièvre.
  - IndyCar Series : le Britannique Dan Wheldon, du Chip Ganassi Racing, remporte l'Iowa Corn Indy 250. Il s'impose devant le Japonais Hideki Mutoh et l'Américain Marco Andretti. Au championnat, Scott Dixon conserve la tête du classement général.
- 28 juin, IndyCar Series : le Brésilien Tony Kanaan (Andretti Green Racing) remporte sur l'ovale de Richmond sa première victoire de la saison. Il s'impose devant son compatriote Hélio Castroneves et le Néo-Zélandais Scott Dixon, qui conserve la tête du championnat.
- 29 juin, DTM : sur le Norisring, le Britannique Jamie Green (Mercedes) remporte sa deuxième victoire de la saison. L'Allemand Timo Scheider conserve la tête du championnat.

### Juillet
- 5 juillet :
  - GP2 Series : grâce à son succès dans la course principale du meeting de Silverstone, l'Italien Giorgio Pantano consolide son avance en tête du championnat
  - NASCAR : sur l'ovale de Daytona, Kyle Busch, le leadeur du championnat de Sprint Cup Series, remporte le Coke Zero 400.
- 6 juillet :
  - Formule 1 : le Britannique Lewis Hamilton reprend la tête du championnat du monde grâce à sa victoire acquise sous la pluie lors du Grand Prix de Grande-Bretagne 2008. Le pilote McLaren s'impose devant l'Allemand Nick Heidfeld (BMW Sauber) et le Brésilien Rubens Barrichello (Honda).
  - IndyCar Series : sur le tracé routier de Watkins Glen, l'Américain Ryan Hunter-Reay (Rahal Letterman Racing) remporte sa première victoire dans la discipline. Il s'était déjà imposé par le passé en Champ Car.
  - GP2 Series : le Brésilien Bruno Senna remporte la course "sprint" du meeting de Silverstone.
- 12 juillet :
  - American Le Mans Series : sur le tracé de Lime Rock, première victoire au classement général (la deuxième en catégorie LMP2) pour l'Acura du Highcroft Racing pilotée par David Brabham et Scott Sharp.
  - IndyCar Series : le Néo-Zélandais Scott Dixon (Chip Ganassi Racing) remporte sur l'ovale de Nashville son quatrième succès de la saison et consolide son avance en tête du championnat.
  - Indy Lights : sur l'ovale de Nashville, la Brésilienne Ana Beatriz devient la première femme de l'histoire à remporter une manche du championnat Indy Lights (anciennement Indy Pro Series), la formule de promotion de l'Indy Racing League.
- 13 juillet :
  - WTCC : le Suédois Rickard Rydell et le Portugais Tiago Monteiro (tous deux sur SEAT León) remportent les deux manches du meeting d'Estoril au Portugal.
  - DTM : au volant de son Audi, le Suédois Mattias Ekström remporte à Zandvoort la sixième manche de la saison. Il s'impose devant son coéquipier allemand Timo Scheider qui conserve la tête du championnat.
- 19 juillet :
  - GP2 Series : à la suite de la pénalité infligée après la course au Français Romain Grosjean, l'Italien Giorgio Pantano remporte la course longue du meeting d'Hockenheim et consolide son avance en tête du championnat.
  - ALMS : l'Audi R10 de l'équipage allemand Marco Werner-Lucas Luhr remporte la manche de Mid-Ohio.
- 20 juillet :
  - Formule 1 : Lewis Hamilton (McLaren-Mercedes) remporte le Grand Prix d'Allemagne 2008. Il s'impose devant les Brésiliens Nelsinho Piquet (Renault) et Felipe Massa (Ferrari) et conserve la tête du championnat du monde.
  - GP2 Series : l'Indien Karun Chandhok remporte la course "sprint" du meeting d'Hockenheim
  - IndyCar Series : doublé de l'écurie Penske lors de la manche de Mid-Ohio, l'Australien Ryan Briscoe s'imposant devant le Brésilien Hélio Castroneves.
- 27 juillet :
  - DTM : sous la pluie, l'Allemand Bernd Schneider remporte sur le Nürburgring sa première victoire de la saison.
  - NASCAR : le champion en titre Jimmie Johnson remporte sur l'Indianapolis Motor Speedway le Brickyard 400, une épreuve perturbée par la fourniture par Goodyear de pneus inadaptés à la piste.

### Août
- 3 août (Formule 1) : Grand Prix de Hongrie.
- 24 août (Formule 1) : Grand Prix d'Europe.

### Septembre
- 7 septembre (Formule 1) : Grand Prix de Belgique.
- 14 septembre (Formule 1) : Grand Prix de d'Italie.
- 28 septembre (Formule 1) : Grand Prix de Singapour. L'espagnol Fernando Alonso (Renault F1 Team) remporte le 1er grand prix nocturne de l'histoire de la F1 devant Nico Rosberg (Williams) et Lewis Hamilton (McLaren).

### Octobre
- 12 octobre (Formule 1) : Grand Prix du Japon.
- 19 octobre : Grand Prix de Chine.

### Novembre
- 2 novembre
  - Formule 1 : le brésilien Felipe Massa remporte le Grand Prix du Brésil devant Fernando Alonso et Kimi Räikkönen. Lewis Hamilton termine 5e et devient champion du monde.
  - WRC : le Finlandais Mikko Hirvonen sur Ford Focus remporte le rallye du Japon du championnat du monde WRC 2008. Troisième de la course, le Français Sébastien Loeb sur Citroën C4 est assuré de remporter son 5e titre de champion du monde consécutif.

## Décès
- 3 janvier : Jimmy Stewart, 76 ans, pilote automobile britannique, frère de Jackie Stewart. (° 6 mars 1931).
- 16 janvier : Jorge de Bagration, 63 ans, pilote automobile espagnol et roi de Géorgie. (° 22 janvier 1944).
- 22 janvier : Anders Olofsson, 55 ans, pilote automobile suédois. (° 31 mars 1952).
- 6 février : Tony Rolt, 89 ans, pilote automobile britannique. (° 16 octobre 1918).
- 16 février : Jerry Karl, 66 ans, pilote automobile américain. (° 29 avril 1941).
- 23 février : Paul Frère, 91 ans, journaliste et pilote automobile belge. (° 30 janvier 1917).
- 25 février : Ashley Cooper, 27 ans, pilote automobile australien. (° 11 juillet 1980).
- 28 mars : Jean-Marie Balestre, 86 ans, ancien journaliste sportif, secrétaire général de la FFSA, président de la FIA… (° 9 avril 1921).
- 29 avril : Chuck Daigh, 84 ans, pilote automobile américain. (° 29 novembre 1923).
- 21 mai : Gilberte Thirion, 80 ans, pilote automobile belge. (° 8 janvier 1928).
- 11 juin : Ove Andersson, 70 ans, pilote automobile suédois et directeur d'écurie. (° 3 janvier 1938).
- 21 juin : Scott Kalitta, 46 ans, pilote automobile américain. (° 18 février 1962).
- 4 août : Greg Weld, 64 ans, pilote automobile américain. (° 4 mars 1944).
- 28 août : Phil Hill, 81 ans, pilote automobile américain. (° 20 avril 1927).
- 28 septembre : Paul Newman, 83 ans, acteur, pilote automobile et directeur d'écurie américain. (° 26 janvier 1925).
- 14 octobre : Pat Moss-Carlsson, 73 ans, pilote automobile britannique et sœur de Stirling Moss. (° 27 décembre 1934).
- 11 décembre : Giovanni de Riu, pilote automobile italien, (° 10 mars 1924).
- 19 décembre : Sam Tingle, 87 ans, pilote automobile rhodésien. (° 24 août 1921).